# 環境社會科學
环境社会科学是人类与自然环境之间相互关系的广泛的跨学科研究课题。环境社会科学家在人类学、传播学、经济学、地理学、历史学、政治学、心理学和社会学等学术领域中开展研究；环境社会科学也包含了环境研究，人类生态学和生态政治学，流行病学等跨学科研究。

## 概念
环境社会科学中的主要课题，领域和概念旨在传达与自然和人类活动交织在一起所产生的环境问题，这些活动不断地重塑环境，或者自身创造环境。例如，政治生态学建立在环境不是以政治为前提的基础之上，因此它的主要研究方向是谁可以加入自然环境中，环境资源如何通过自身改变人类的政治结构，权力关系，经济制度和社会进程。

## 社会流行病学
社会学家研究SES（社会经济地位）以决定不同的资源获取途径，对资源产生的资本和生活质量对资源进行划分。 通常，他们的调查涉及决定健康的社会因素，疾病控制和预防中心（CDC）报告称这是“人们生活，学习，工作和玩耍时的健康风险和造成结果“。 这些社会流行病学家必须与环境社会科学家合作，以了解不同环境对人类健康的影响。这些研究成果用于制定环境和公共卫生政策，以提高全球人类的生活水平。第五届欧洲环境与卫生部长级会议同意通过新的城市规划政策，卫生和环境立法进程，努力改善低收入人群住房条件，防止儿童面临重大的环境健康风险。 某些环境对人类社会的影响提供了社会流行病学调查的基础，以确定它们是否与社会地位的高低有关，特别是只有某一部分人口受到负面影响时，体现的尤为清楚。流行病学使用宿主 - 代理 - 环境三角框架来理解人类生病的原因，这种三种方法允许社会流行病学家探索环境如何导致一个分区或整个人群的健康状况下降。

### 延伸阅读
- Berkhout, Frans, Melissa Leach, and Ian Scoones. 2003. "Shifting perspectives in environmental social science." pp. 1–31 in Negotiating Environmental Change: New Perspectives from Social Science. Cheltenham, UK: Edward Elgar. ISBN 978-1843761532
- Folmer, Henk, and Olof Johansson-Stenman. 2011. "Does Environmental Economics Produce Aeroplanes Without Engines? On the Need for an Environmental Social Science," Environmental and Resource Economics 48 (3): 337-361.
- Moran, Emilio. 2010. Environmental Social Science: Human-Environment Interactions and Sustainability. Malden, MA: John Wiley. ISBN 978-1405105743
- Scoones, I. 1999. "New Ecology and the Social Sciences: What Prospects for a Fruitful Engagement?" Annual Review of Anthropology 28: 479-507.
- Vaccaro, Ismael, Eric Alden Smith, and Shankar Aswani, eds. 2010. Environmental Social Sciences: Methods and Research Design. Cambridge, UK, and New York: Cambridge University Press. ISBN 978-0-521-12571-0